# Cupha tredecia
Cupha tredecia är en fjärilsart som beskrevs av Mathew 1887. Cupha tredecia ingår i släktet Cupha och familjen praktfjärilar. Inga underarter finns listade i Catalogue of Life.